# ルシアン・フォンタナローザ
ルシアン・フォンタナローザ（Lucien Fontanarosa, 1912年12月19日 - 1975年4月27日）は、フランスの画家。長男パトリスはヴァイオリニスト、次男ルノーはチェリスト、長女フレデリクはピアニストになった。
パリの生まれ。幼少期より絵に興味を示し、12歳の頃から街に出て様々な景色をスケッチして歩くようになった。1927年からエコール・エスティエンヌでリトグラフを学び、1932年にはエコール・デ・ボザールでリュシアン・シモンに学んだ。1934年には国民美術協会に作品を出品している。1935年には助成金を得てスペインに旅行に行き、1936年にはローマ賞に挑戦して一等を獲得した。第二次世界大戦中は歩兵として従軍。戦後の1946年にはローマ賞の審査員に名を連ねた。1948年ロンドンオリンピックの芸術競技に参加したが、入賞できなかった。1958年から1972年までエコール・ポリテクニークの美術教師を務めた。
パリにて没。